# Cleptometopus pseudolivaceus
Cleptometopus pseudolivaceus là một loài bọ cánh cứng trong họ Cerambycidae.